# Pictură rupestră

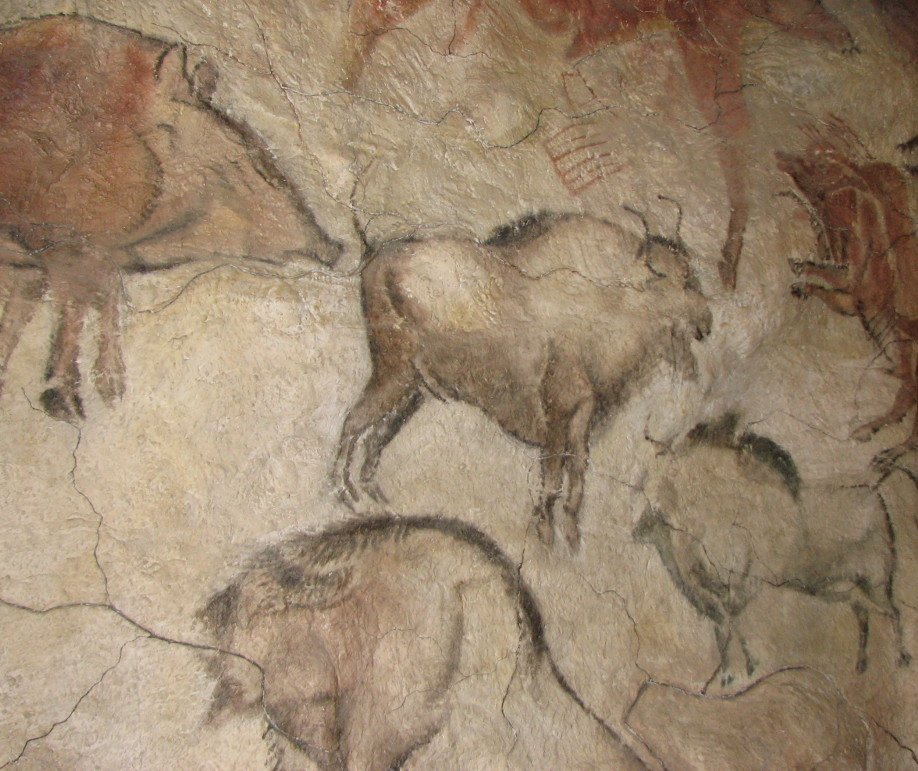
Grota din Altamira

Pictura rupestră sau pictura pe stânci este un termen generic desemnând picturile realizate pe stânci, bolovani, pereți muntoși abrupți sau pe pereții și tavanele peșterilor, de obicei datând din timpuri preistorice. 
Picturi pe pietre au fost făcute încă din paleoliticul superior, cu circa 50.000 - 40.000 de ani în urmă. Se crede că aceste picturi murale au reprezentat opera celor mai respectați membri ai tribului, bătrâni și șamani. 
Cele mai vechi urme de activitate picturală sunt imaginile rupestre (sau parietale), adică pictate sau gravate pe stâncă și care au fost conservate datorită poziției lor greu accesibile, sau blocării ulterioare a intrării în peșterile ce le adăposteau. Aceste rămășițe ale culturii paleolitice, contemporană cu ultima glaciație, datează de 10 000 - 30 000 de ani. Localizarea lor geografică este, evident, foarte dispersată. Totuși, zona așezărilor cercetate până azi este practic eurafricană; ea se întinde din valea râului Dordogne până în Natal, trecând prin Levantul spaniol. 
Complexurile cele mai vestite sunt: grotele Lascaux, Trois-Frérès, Niaux și Chauvet în Franța, grota din Altamira în Spania, iar în România Peștera Cuciulat, Sălaj, Peștera Gaura Chindiei II și Peștera Coliboaia. În Franța sunt 71 de grote pictate, iar în Spania 34 
În peștera carstică Leang Bulu Sipong 4 din sudul insulei Sulawesi a fost găsită o pictură cu dimensiunea de circa 4,5 reprezentând o scenă de vânătoare, cu vechimea de minimum 43.900 de ani, considerată cea mai veche din lume. Sunt redați oameni înarmați cu sulițe care vânează porci și vite. 